# Brett H. McGurk

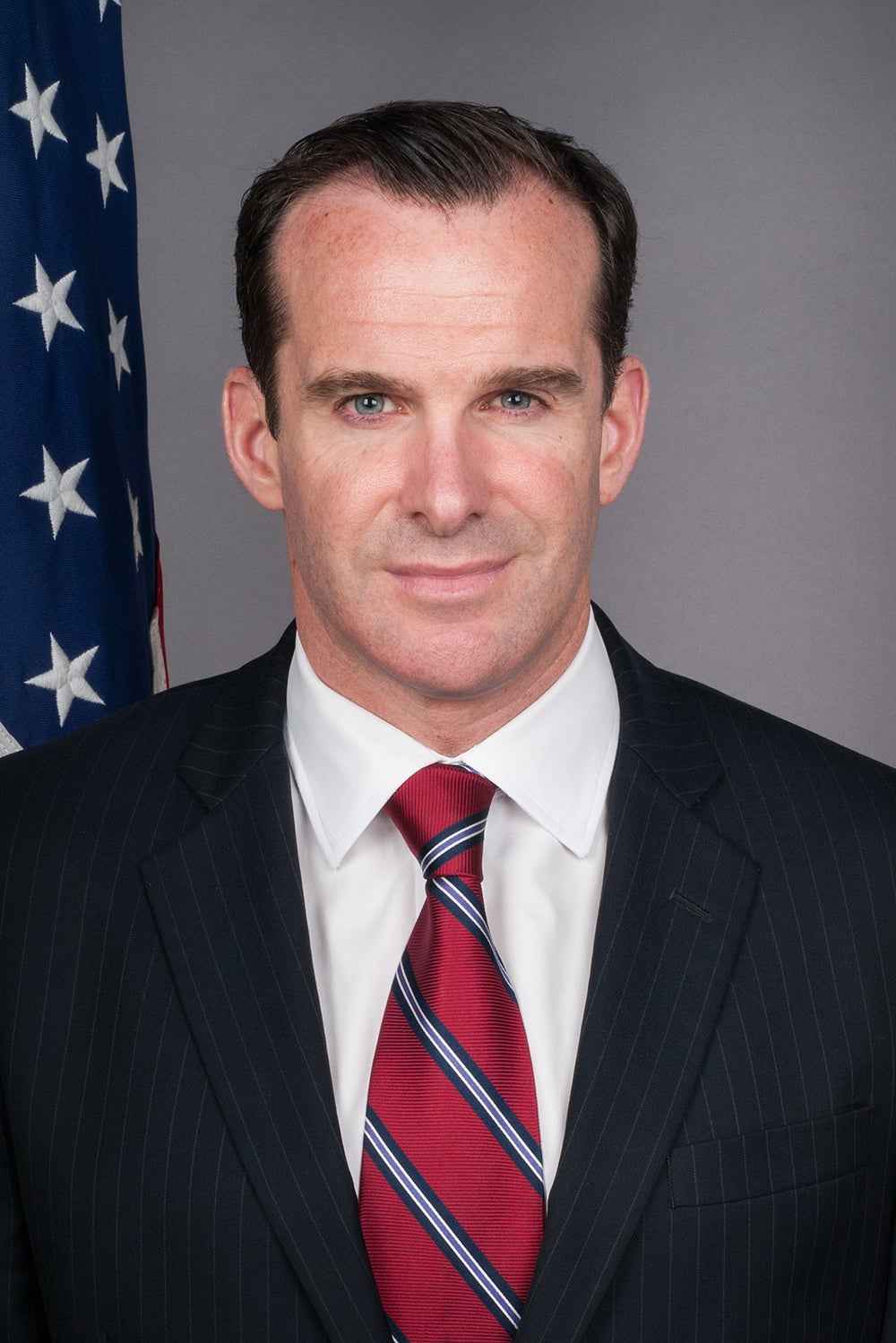
Brett H. McGurk (2016)

Brett H. McGurk (* 20. April 1973 in Pittsburgh, Pennsylvania) ist ein US-amerikanischer Anwalt und Diplomat. Er war von Oktober 2015 bis Ende 2018 US-Sonderbeauftragter für die Internationale Allianz gegen den Islamischen Staat.

## Leben
McGurk wuchs in West Hartford, Connecticut auf. Er studierte Politikwissenschaft an der University of Connecticut, erhielt dort 1996 einen Bachelor of Arts und 1999 einen Juris Doctor an der Law School der Columbia University.
Nachdem er für verschiedene Richter gearbeitet hatte, war McGurk kurze Zeit für Kirkland & Ellis tätig. Außerdem hatte er einen Lehrauftrag an der University of Virginia School of Law inne. 2004 kehrte er zurück in den Staatsdienst als rechtlicher Berater des US-Botschafters John Negroponte und der Übergangsverwaltung der Koalition im Irak. Als solcher wirkte McGurk mit an der Redaktion der neuen Verfassung des Landes. 2005 wechselte McGurk in den Nationalen Sicherheitsrat der USA. Nach dem Regierungswechsel 2009 war McGurk einer von drei politischen Beamten, die Obama von seinem Vorgänger übernahm.
Im Oktober 2015 ernannte US-Präsident Barack Obama McGurk zum Sonderbeauftragten für die US-geführte Internationale Allianz gegen den Islamischen Staat. Er löste damit John R. Allen ab, als dessen Stellvertreter er seit 16. September 2014 gedient hatte. Am 21. Dezember 2018 reichte er seinen Rücktritt zum Jahresende ein. Wie auch Verteidigungsminister James Mattis am Tage zuvor begründete er dies mit der von Präsident Donald Trump gefällten Entscheidung, die in Syrien stationierten US-Streitkräfte abzuziehen. Trump reagierte auf Twitter spöttisch auf den Rücktritt. Er gab vor, McGurk nicht zu kennen und nannte ihn einen „Wichtigtuer“.
Joe Biden berief McGurk in den Nationalen Sicherheitsrat als Koordinator für den Nahen Osten.